# Поппель, Иоганн-Габриэль
Иоганн-Габриэль Фридрих Поппель (нем. Johann Gabriel Friedrich Poppel; 14 мая 1807, Хаммер (ныне район Нюрнберга) — 6 августа 1882, Мюнзинг, Бавария, Германия) — немецкий гравёр по меди и стали, архитектурный чертёжник, художник-пейзажист, издатель.

## Биография
Обучался ремеслу и технике гравюры по металлу у Й. Гейслера в Нюрнбергской Академии изобразительных искусств, а с 1829 года в Карлсруэ у К. Л. Фроммеля. Провёл год (в основном для учебы) в Великобритании и во Франции — в Париже.
После неоднократных поездок в Лондон, Австрию и Богемию, с 1838 г. поселился в Мюнхене, где основал мастерскую гравирования на стали, из которой вышло множество гравюр, в виде как отдельных листов, так и сборников.

## Творчество
Автор ряда альбомов с изображением зданий и городов Пруссии, Германии (например, Нюрнберга), Великобритании и Австрии. Иллюстрировал книги других авторов (таких как Людвиг Ланге). Несколько его работ вошли в альбом пражских площадей и зданий, который был опубликован К. Вюрбсом в типографии А. Хаазе в Праге (1850).
Из числа первых наиболее известны:
- «Замок Гогеншвангау» с Дом. Квальо,
- «Мазепа» с Фора,
- «Кёльнский собор» с Герхардта;

из вторых: «Живописные виды Нюрнберга» с текстом Лёша, «Виды Рейна».
Графика Поппеля хранится в коллекциях Национальной галереи в Праге и Национального музея.